# ثاقب (اسم)
```

```

أصل الاسم عربي وهو علم مذكر من أصول عربية وهو اسم دينى ولا يحمل معانى تخالف الشريعة الإسلامية، أو حتى معانى تسيء لصاحبها.ومعناه السَّديد، النافذ الرأي، المضيء، المتوقِّد، والشَّهير. 

## معنى الاسم
هو اسم علم مذكر ويعني السَّديد، النافذ الرأي، المضيء، المتوقِّد، والشَّهير.و ذو الفراسة وبعد النظرو النافذ الرأي المصيب الشخصية الاجتماعية ويرجع معنى الاسم في قاموس اللغة العربية إلى الشخص صاحب الشهرة الكبيرة بين أقرانه، ويذكر أيضا أنها تعني الشخص صاحب الرأي السديد ووجه النظر الصحيحة دائما في الأشخاص والأشياء، 

## كتابة اسم ثاقب
يتم كتابة اسم ثاقب في اللغة العربية بطريقة واحدة فقط مكونة من أربعة حروف فقط على وزن فاعل، وبالنسبة لكتابته في اللغة الإنجليزية فهو مكونة من خمسة حروف كاملة، وتكتب: Thaqp.

## ذكره في القران الكريم[6]
- (النَّجْمُ الثَّاقِبُ) الآية رقم (3) - من سورة الطارق
- (إِلَّا مَنْ خَطِفَ الْخَطْفَةَ فَأَتْبَعَهُ شِهَابٌ ثَاقِبٌ) الآية رقم (10) - من سورة الصافات

## حكم التسمية باسم ثاقب
من أهم المعايير الدينية في اختيار الأسماء المناسبة أن يكون معنى الاسم مناسب ولا ينطوي على معاني سيئة، وهو ما لا نجدة في معنى اسم ثاقب الذي يشير إلى الشخص ذات الرأي الثاقب والصحيح، كما أن اسم ثاقب تم ذكره في آيات القرآن الكريم مما يؤكد على حسن اختيار الاسم من الناحية الدينية اقرأ المزيد على موقع التكية:

## صفات حامل الاسم[8][9]
- شخص ذات شخصية قوية وقيادية.
- يعتمد عليك الآخرين في حل مشكلاتهم.
- لدينا دائما نظره ثاقبه وصحيحه عن الأخرين.
- يعرف جيدا ما يريده في الحياة وكيف يصل إليهم.
- هو شخص اجتماعي من الطراز الأول ومحبوب.
- لديه مشاعر إنسانية راقية وجميلة.
- يتميز بقدر عالي من الوسامة والأخلاق.
- منظم في حياته ولا يحب الإهمال.
- غالباً ما تبدو عليهم علامات التفاؤل، والمزاج الحسن
- حامل اسم ثاقب لديه شخصية قوية وجذابة.
- يفضل الظهور بمظهر أنيق أما الأخرين.
- يفضل قضاء وقت فراغه في المطالعة وقراءة الكتب والروايات وممارسة الرياضة.
- يؤثر على الآخرين بشدة ويمتلك مهارات إقناع الآخرين برأيه بأساليب شيقة ومقنعة وغالبا ما يفوز في أي نقاش أو جدال.
- غالبا ما تجده يتمسك برأيه ولا يستطيع من حوله تغيير رأيه بسهولة. يحافظ على أداء الفرائض الخمس في مواعيدها المحددة.
- شخصية عملية يفكر غالبا بعقله قبل قلبه.
- يسعى لتحقيق طموحاته وأهدافه التي حددها مسبقا  في المستقبل القريب.
- شخصية تفضل مساعدة الآخرين ويفضل العمل في جماعة.
- شخصية متواضعة مع الناس ويكره النفاق والتكبر في تعامله مع الآخرين.[10]

## زخرفة اسم ثاقب
ثہاقب، ثہاقہبہ، ثہٰـاقبٰٰ، ثاقٌبَ، ث͠اق͠ب͠ ، ث̷اق̷ب̷ ، ث̲اق̲ب̲ ، ثـاق̜̌ب، ث̀́اق̀́ب̀́ ، ثُاقٌـ، ـبـٌـٌٌـٌٌٌـٌٌـٌ، ث̯͡اق̯͡ب̯͡ ، ثـ♥̨̥̬̩اقـ♥̨̥̬̩بـ♥̨̥̬̩ ، ثاقب.

## شخصيات تحمل اسم (ثاقب)
- ثاقب سليم وممثل هندي الذي ظهر في أفلام بوليوود
- ثاقب الازميري هو شاعر ومتصوف تركي

## مواقع تحمل اسم (ثاقب)
- نظارات ثاقب موقع متخصص في النظارات الشمسيه